# Footballeur biélorusse de l'année

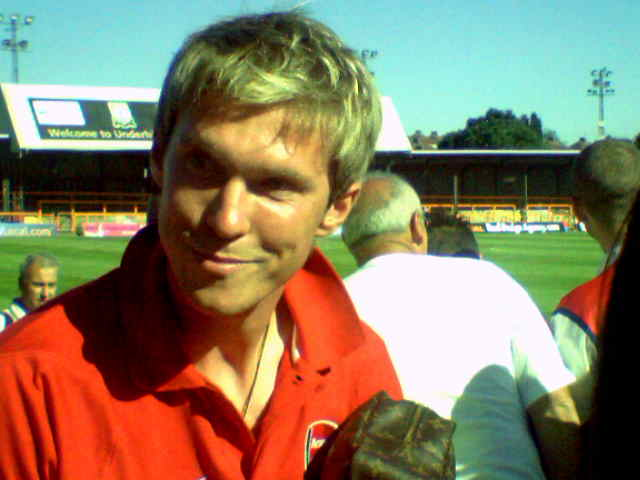
Aliaksandr Hleb, lauréat du plus grand nombre de titres de footballeur de l'année de Biélorussie.

Le trophée du meilleur joueur biélorusse de l'année est un trophée de football décerné au joueur biélorusse ayant réalisé les meilleures performances durant l'année. Il est décerné par le journal biélorusse Pressball (Прессбол).

## Vainqueurs
| Année | Joueur                     | Club                      |
| ----- | -------------------------- | ------------------------- |
| 1983  | Sergueï Gotsmanov          | Dinamo Minsk              |
| 1984  | Sergueï Aleinikov          | Dinamo Minsk              |
| 1985  | Sergueï Gotsmanov (2)      | Dinamo Minsk              |
| 1986  | Sergueï Aleinikov (2)      | Dinamo Minsk              |
| 1987  | Sergueï Gotsmanov (3)      | Dinamo Minsk              |
| 1988  | Sergueï Aleinikov (3)      | Dinamo Minsk              |
| 1989  | Sergueï Gotsmanov (4)      | Dinamo Minsk              |
| 1990  | Aleksandr Metlitski        | Dinamo Minsk NK Osijek    |
| 1991  | Iouri Kourbyko             | Dinamo Minsk              |
| 1992  | Andreï Zygmantovitch       | FC Groningue Dinamo Minsk |
| 1993  | Sergueï Gerasimets         | Dinamo Minsk              |
| 1994  | Andreï Zygmantovitch (2)   | Racing Santander          |
| 1995  | Valentin Belkevich         | Dinamo Minsk              |
| 1996  | Vladimir Makovski          | Dinamo Minsk              |
| 1997  | Andrei Lavrik              | Dinamo Minsk              |
| 1998  | Aliaksandr Khatskevich     | Dynamo Kiev               |
| 1999  | Sergei Gurenko             | Lokomotiv Moscou AS Rome  |
| 2000  | Aliaksandr Khatskevich (2) | Dynamo Kiev               |
| 2001  | Gennady Tumilovich         | FK Rostov                 |
| 2002  | Aliaksandr Hleb            | VfB Stuttgart             |
| 2003  | Aliaksandr Hleb (2)        | VfB Stuttgart             |
| 2004  | Maksim Romaschenko         | Trabzonspor Dynamo Moscou |
| 2005  | Aliaksandr Hleb (3)        | VfB Stuttgart Arsenal FC  |
| 2006  | Aliaksandr Hleb (4)        | Arsenal FC                |
| 2007  | Aliaksandr Hleb (5)        | Arsenal FC                |
| 2008  | Aliaksandr Hleb (6)        | Arsenal FC FC Barcelone   |
| 2009  | Aliaksandr Kulchiy         | FK Rostov                 |
| 2010  | Yuri Zhevnov               | Zénith Saint-Pétersbourg  |
| 2011  | Aliaksandr Hutar           | BATE Borisov              |
| 2012  | Renan Bressan              | BATE Borisov              |
| 2013  | Timofei Kalachev           | FK Rostov                 |
| 2014  | Sergueï Krivets            | BATE Borisov FC Metz      |
| 2015  | Igor Stasevich             | BATE Borisov              |
| 2016  | Timofei Kalachev (2)       | FK Rostov                 |
| 2017  | Mikhaïl Gordeïchuk         | BATE Borisov              |
| 2018  | Igor Stasevich (2)         | BATE Borisov              |
| 2019  | Igor Stasevich (3)         | BATE Borisov              |
| 2020  | Maksim Skavych             | BATE Borisov              |
| 2021  | Andreï Soloveï (en)        | FK Homiel                 |
| 2022  | Uladzimir Khvashchynski    | FK Minsk                  |

## Bilan par joueur
| Joueur                 | Victoires | Années                             |
| ---------------------- | --------- | ---------------------------------- |
| Aliaksandr Hleb        | 6         | 2002, 2003, 2005, 2006, 2007, 2008 |
| Sergueï Gotsmanov      | 4         | 1983, 1985, 1987, 1989             |
| Sergueï Aleinikov      | 3         | 1984, 1986, 1988                   |
| Igor Stasevich         | 3         | 2015, 2018, 2019                   |
| Andreï Zygmantovitch   | 2         | 1992, 1994                         |
| Aliaksandr Khatskevich | 2         | 1998, 2000                         |
| Timofei Kalachev       | 2         | 2013, 2016                         |